# Creoleon interruptus
Creoleon interruptus is een insect uit de familie van de mierenleeuwen (Myrmeleontidae), die tot de orde netvleugeligen (Neuroptera) behoort. 
Creoleon interruptus is voor het eerst wetenschappelijk beschreven door Navás in 1914.